# Opéra-comique
|  | Per al teatre parisenc vegeu Teatre Nacional de l'Opéra-Comique |

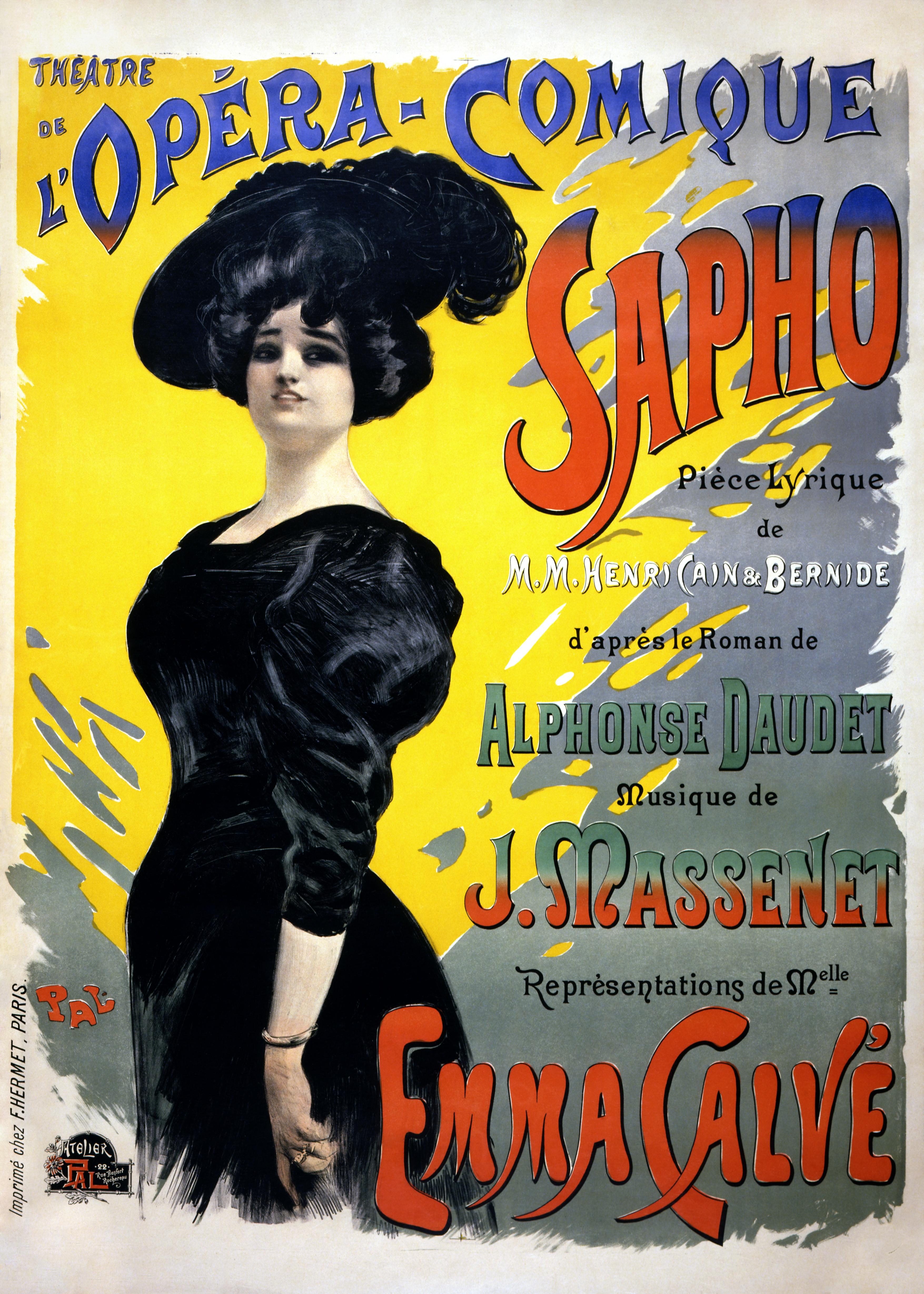
Cartell de l'opéra-comique Sapho de Massenet.

L'opéra-comique és un gènere líric francès que combina les parts cantades amb diàlegs parlats. Els seus orígens provenen dels vodevils populars dels teatres de St. Germain i St. Laurent (i en menor mesura del Teatre de la Comédie-Italienne) a París.
Els primers compositors que van dedicar-se a aquest gènere foren l'italià Egidio Romualdo Duni, François-André Danican Philidor, Pierre-Alexandre Monsigny i André Grétry, i més tard el gènere va ser desenvolupat per François-Adrien Boïeldieu, Daniel Auber i Adolphe-Charles Adam, i la seva pràctica arribarà fins al segle xx.
L'opéra-comique es distingeix de la Grand opéra per l'existència del diàleg, que la fa similar a la sarsuela espanyola, el singspiel alemany o l'opereta francesa, anglesa i germànica. El gènere pren el nom del teatre anomenat de l'Opéra-Comique de París. Malgrat el seu nom, no té per què tenir un desenllaç feliç. Si bé és cert que una bona part de les produccions del gènere eren còmiques, adreçades a un públic popular i amb assumptes de la vida quotidiana i fins i tot pot fer referència a temes d'actualitat, altres obres del gènere eren de caràcter tràgic o melodramàtic. Així, foren opéras-comiques obres com Médée de Luigi Cherubini, Carmen de Georges Bizet, Els contes de Hoffmann de Jacques Offenbach o la Manon de Jules Massenet, tot i que posteriorment altres autors posaren música als diàlegs parlats i n'hi hagi versions que tenen caràcter d'òpera sense parts recitades.
Tampoc no s'ha de confondre l'opèra-comique amb la versió francesa de l'Opera buffa italiana del segle xviii, que en francès s'anomena opéra bouffon.

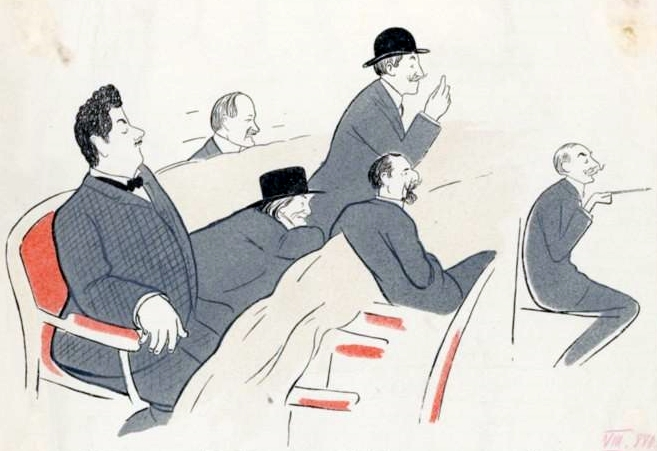
Caricatura d'uns espectadors demanat una repetició en lÒpera còmica de París

La genealogia del terme prové de la necessitat de distingir en els temps de l'òpera primitiva entre el caràcter exclusivament dramàtic que aquestes tenien i les d'un gènere més lleuger o menys elevat. Amb freqüència l'afer còmic no juga cap paper en aquest gènere.
A voltes en la música de l'Opéra-comique entren els aires populars o de carrer, i llavors neix el vaudeville. Ambdós gèneres són netament francesos, i no es podran confondre amb l'òpera buffa italiana. En canvi, l'òpera còmica, concedint cada dia major amplitud a l'aparell escènic i envaint a poc a poc les fórmules característiques de la gran òpera, no arribà a diferenciar-se d'aquesta més que en el caràcter menys pompós dels arguments i la lleugeresa de la música que, a voltes, no era tal més que en comparació amb el pretensiós de la música de l'òpera seriosa.
L'Opéra-comique va néixer a França com a derivació dels vells espectacles de fira. Ponteau, successor de Francisque i Lalanze, fou el primer que tingué el privilegi del gènere fins que el seu teatre fou clausurat el 1742. Als espectacles primitius, mesclats de farses i danses, s'afegiren posteriorment retalls cantats d'òperes italianes, innovació que fou substituïda per la de fer cantar les tonades populars, amb el que Lesage, Louis Fuzelier i Orneval feren néixer el vaudeville.
El nou teatre hagué de sostenir grans lluites, i el 1718 s'assoleix tancar el que ostentava el títol d'Opéra-comique, però tres anys més tard s'obria novament. D'aquest temps són les primeres òperes còmiques conegudes. Desboulmiers, en la seva Históire de la musique en France, cita les següents:
- Retour d'Arlequin à la foire, (1718),
- Quereille des théâtres, (1718),
- Funerailles de la foire, (1718),
- Le rappel de la foire à la vie, en reobrir-se el teatre el (1721).

Des del principi del segle xix l'Opéra-comique té en Gillier, Dauvergne, Duni, Philidor i més tard Monsigny i Grétry, els seus músics principals, considerant alguns escriptors en Gillier com el vertader creador del gènere. Després de Gétry continuà evolucionant el gènere amb Dalayrac, Méhul, Berton, Nicolò i Boieldieu. Continua Hérold ja en ple apogeu de l'Opéra-comique, i de seguida amb Auber arriba a la seva major altura. Adam i Halévy comencen un període de decadència que continua amb Lili Boulanger, Gounod, Bazin, Massé, Deldere, Hignard, Deliux, Mathias, Semet, Thomas, Flotow. Clapisson, Grisar, etc. iniciant-se un renaixement de l'òpera romàntica francesa, del que Gounod en fou el porta estàndard. Després el gènere continuà fins als nostres dies en una situació artística molt secundària.